# Лукина (Слободо-Туринський район)
Лу́кина (рос. Лукина) — присілок у складі Слободо-Туринського району Свердловської області. Входить до складу Усть-Ніцинського сільського поселення.
Населення — 29 осіб (2010, 41 у 2002).
Національний склад населення станом на 2002 рік: росіяни — 100 %.